# Villeneuve-de-Marc
Villeneuve-de-Marc é uma comuna francesa na região administrativa de Auvérnia-Ródano-Alpes, no departamento de Isère. Estende-se por uma área de 26,18 km². Em 2010 a comuna tinha 1 183 habitantes (densidade: 45,2 hab./km²).